# Varrak
Varrak (estn., Name des lappländischen Zauberers aus dem estnischen Nationalepos Kalevipoeg) ist ein estnischer Buchverlag mit Sitz in Tallinn.

## Gründung
Der Verlag war eine der ersten Neugründungen nach der Wiederherstellung der estnischen Unabhängigkeit 1991 und nahm noch vor der 1992 erfolgten Einführung der Estnischen Krone seine Tätigkeit auf. Namentlich lehnt er sich an einen Verlag aus der Vorkriegszeit an, der von Bernhard Linde betrieben wurde.

## Publikationstätigkeit
Von Anfang an konzentrierte sich Varrak sowohl auf übersetzte als auch auf estnische Literatur. Durch den Erwerb der Rechte prominenter ausländischer Autoren und Autorinnen – beispielsweise gehören ihm die estnischsprachigen Rechte an der Harry-Potter-Serie von Joanne K. Rowling sowie an den Romanen von Agatha Christie – erlangte er rasch eine solide wirtschaftliche Grundlage. Relativ schnell stieg er zu einem der „führenden Verlage für schöne Literatur“ in Estland auf.
Bekannte estnische Autoren, die ihre Bücher bei Varrak verlegen oder verlegt haben, sind unter anderem Kai Aareleid, Indrek Hargla, Andrus Kivirähk, Ene Mihkelson, Tõnu Õnnepalu, Ilmar Taska und Toomas Vint.